# 최우원

최우원(崔祐源, 1955년 10월 24일 ~ ) 은 대한민국의 철학자이자 부산 대학교 철학과 전직 대학 교수다. 2022년 문재인 전 대통령 종북좌파 비방건으로 벌금형 선고를 받은 바 있다.

## 학력
- 경기고등학교 졸업
- 서울대학교 철학과 졸업 학사
- 서울대학교 철학과 졸업 석사
- 프랑스 파리 제1대학교 (소르본 대학교) 졸업 철학박사

## 선거
- 2008년 부산진구 갑 자유선진당 후보로 출마
- 2012년 서초구 을 대한국당 후보로 출마

## 논란
부산대 일베교수라는 별명이 있다. 노무현 전 대통령에 대한 사자명예훼손으로 징역형을 1심에서 선고받아 징계위원회의 결정으로 파면되었다.
2012년에는 수강생들에게 '종북좌익을 진보라 부르는 언론사기 그만하라'는 과제를 냈다가 2014년 3월 징계를 받기도 했다.

## 역대 선거 결과
|  | 4.80% |

|  | 0.88% |